# 韓宗堯
韓宗堯（15世紀—16世紀），字希中、又字仁卿，號愛軒，廣東廣州府番禺縣人，明朝政治人物。

## 生平
韓宗堯是景泰五年進士韓殷侄子，弘治五年（1492年）中舉人，九年（1496年）會試中副榜，授郴州學正，十一年（1498年）分考福建鄉試，十四年（1501年）主持江西鄉試，取錄的都是知名士子，改任睢州學正，陞蒲圻知縣，為政廉勤、寬減賦稅，因父親逝世回鄉。
服闋後，韓宗堯被調往安仁，政績一如在蒲圻，正德十二年（1517年）瑤族流寇攻打安仁，他守衛時遭擒獲，卻以義理勸諭對方，賊人不敢謀害他，五天後縣民拿金錢贖回，於是決定修築城池固守，但未成事他就因為與同僚不合，辭官而去，當時的巡按御史是其門生，下令挽留，但他一去不返。

## 引用
1. 1 2  同治《番禺縣志·卷三十八·列傳七》：韓殷，字阜民，古壩人……（景泰）五年進士……從子宗堯，字希中 任志字仁卿 ，宏治五年舉人，九年乙榜進士，署柳州【郴州】學正，十一年分考福建，十四年主考江西，所取皆知名士，補睢州學正，晉蒲圻知縣，丁父憂，服闋知安仁縣，輕徭緩賦，民甚懷之。正德十二年徭賊攻縣，出禦被執，以大義諭賊，賊不敢害，越五日邑民贖之歸，乃相址修城為固守，計未就與眾不合棄官去，時直指其門人也，檄郡追留不返 據郝通志、阮通志、任志、《湖南通志》參修。
2. ↑  道光《廣東通志·卷二百七十六·列傳九》：韓宗堯，字希中 番禺志字仁卿，號愛軒 番禺人，宏治壬子舉人 湖南志 ，丙辰乙榜，初署郴州學正，戊午分考福建，辛酉主考江西，補睢州學正，晉蒲圻令，丁父憂起補 番禺志 知安仁縣，輕徭緩賦，丁丑春徭賊破縣，帥兵出禦被執不屈，以大義諭賊，賊不敢害，越五日邑民相率贖歸，乃相址砌城為扞禦，計未就以不狥乎眾棄官去，時直指其門人也，檄郡追留不返 《湖南通志》。
3. ↑  同治《蒲圻縣志·卷六·名宦》：韓宗堯，字仁卿，廣東番禺人，正德中由郴州學正陞知蒲圻，廉勤寬緩，調安仁，以直忤當道棄官去，士論高之。